# Endogone verrucosa
Endogone verrucosa är en svampart som beskrevs av Gerd. & Trappe 1974. Endogone verrucosa ingår i släktet Endogone och familjen Endogonaceae.   Inga underarter finns listade i Catalogue of Life.